# Uc Catola
Uc Catola (Ugo Catola) (fl. primera meitat del segle xii) fou un cavaller i trobador occità. Se'n conserva només una composició segura i una altra d'atribuïda.

## Vida i obra
Es tenen molt poques dades sobre aquest autor i tampoc se'n conserva una vida. Gairebé només se'l coneix per la tençó de temàtica amorosa que mantingué amb Marcabrú Amics Marchabrun, car digam, que molt possiblement és la primera mostra d'aquest gènere conservada de la poesia trobadoresca (també ho podria ser una de Cercamon, de cronologia molt propera). És un debat de temàtica amorosa.
Aurelio Roncaglia va identificar aquest Uc Catola amb un "charissimo amico nostro domno Hugoni Catulae", a qui Pere el Venerable envia una epístola (aquesta es pot datar entre 1133-37). Ja que Pere insta Uc a fer-se monjo, Roncaglia va suposar que la tençó havia de ser anterior.
L'altra peça que s'atribueix a Uc Catola en les rúbriques del cançoner que l'ha conservat és No m p[osc] mudar, bels amics, q'en chantanz, un intercanvi de coblas entre un "amic" i una "amiga"; però alguns estudiosos també l'han atribuïda directament a Marcabrú (Bertoni) i en tot cas no és segur que sigui d'Uc Catola.

### Obra
- (451,1)[2] Amics Marchabrun, car digam
- (451,2) No m p[osc] mudar, bels amics, q'en chantanz

### Repertoris
- Alfred Pillet / Henry Carstens, Bibliographie der Troubadours von Dr. Alfred Pillet […] ergänzt, weitergeführt und herausgegeben von Dr. Henry Carstens. Halle : Niemeyer, 1933 [Uc Catola és el número PC 451]